# Split-komplekse tal
Split-komplekse tal er en abstrakt taltype, som er baseret på enheden, j.
Et split-komplekst tal er defineret som x+jy, hvor x og y er reelle tal og j er den split-komplekse enhed, som er defineret som j2=+1. j er ikke 1, det skal observeres at der er 2 løsninger for j både 1 og -1, j skal altså betragtes som en uafhængig enhed. En analogi for j kunne være at j både er 1 og -1 på samme tid.
Addition og multiplikation af split-komplekse tal fungerer på samme måde som komplekse tal.
| Matematik | Spire Denne artikel om matematik er en spire som bør udbygges. Du er velkommen til at hjælpe Wikipedia ved at udvide den. |